# Весёлый (Мясниковский район)
Весёлый — хутор в Мясниковском районе Ростовской области.
Входит в Недвиговское сельское поселение.

## География

### Улицы
| - ул. Дорожная, - ул. Заречная, - ул. Комсомольская, - ул. Красноармейская, - ул. Ленина, - ул. Мира, - ул. Молодёжная, - ул. Новая, | - ул. Пионерская, - ул. Русская, - ул. Чапаева, - пер. Безымянный, - пер. Крутой, - пер. Степной, - пер. Школьный. |

## История
Хутор  Веселый был возведен около 80 лет назад. 14 февраля 1943 был освобожден от немцев.

## Население
| 2010 |
| ---- |
| 1531 |